# Life (Ricky Martin)
Life è il nono album del cantante portoricano Ricky Martin pubblicato nel 2005.

## Tracce
1. "Til I Get To You"
2. "I Won't Desert You"
3. "I Don't Care" Feat. Fat Joe & Amerie
4. "Stop Time Tonight"
5. "Life"
6. "I Am" Feat. Voltio
7. "It's Alright feat. M. Pokora"
8. "Drop It on Me" Feat. Daddy Yankee
9. "This Is Good"
10. "Save The Dance"
11. "I Don't Care" (Luny Tunes Reggaeton Mix)
12. "Dejate Llevar" (It's Alright - Spanish)

## Classifiche
| Paese             | Posizione raggiunta |
| ----------------- | ------------------- |
| Argentina         | 6                   |
| Australia         | 44                  |
| Austria           | 60                  |
| Belgio (Vallonia) | 47                  |
| Finlandia         | 34                  |
| Francia           | 61                  |
| Germania          | 57                  |
| Italia            | 14                  |
| Messico           | 5                   |
| Paesi Bassi       | 26                  |
| Spagna            | 8                   |
| Svezia            | 34                  |
| Svizzera          | 17                  |
| Stati Uniti       | 6                   |